# Minatare (Nebraska)
Minatare je grad u američkoj saveznoj državi Nebraska. Prema popisu stanovništva iz 2010. u njemu je živjelo 816 stanovnika.